# Grönstjärtad guldstrupe
Grönstjärtad guldstrupe (Polytmus theresiae) är en fågel i familjen kolibrier.

## Utseende och läte
Grönstjärtasd guldstrupe är en medelstor kolibri. Fjäderdräkten är helt grön, inklusive stjärten. I det rena ansiktet syns en vit fläck bakom ögat. Arten liknar glitterstrupig smaragd men saknar vitt under och uppvisar mindre kontrast mellan strupe och ansikte. Sången som ofta hörs består av en exalterad serie med accelererande toner.

## Utbredning och systematik
Grönstjärtad guldstrupe delas in i två underarter med följande utbredning:
- Polytmus theresiae theresiae – förekommer i Guyanas högland och norra centrala Brasilien (Amazonas, Pará och Amapá)
- Polytmus theresiae leucorrhous – förekommer från Colombia till södra Venezuela, nordvästra Brasilien och östra Peru

## Levnadssätt
Grönstjärtad guldstrupe hittas i halvöppna områden. Den kan ses i kustnära savann, i enklaver med savann på lägre höjd i tepuier och i fläckar av torra buskmarker på klippformationer i regnskog. Där ses den sitta i toppen på småbuskar och putsa sig eller jaga bort andra kolibrier, ofta nära tillfälliga vattensamlingar.

## Status
Arten har ett stort utbredningsområde och internationella naturvårdsunionen IUCN kategoriserar arten som livskraftig. Beståndsutvecklingen är dock oklar.

## Namn
Fågelns vetenskapliga artnamn hedrar Theresa Christina av Bägge Sicilierna (1822-1889), kejsarinna av Brasilien.